# Neoapaloxylon madagascariense
Neoapaloxylon madagascariense är en ärtväxtart som först beskrevs av Emmanuel Drake del Castillo, och fick sitt nu gällande namn av Stephan Rauschert. Neoapaloxylon madagascariense ingår i släktet Neoapaloxylon och familjen ärtväxter. Inga underarter finns listade i Catalogue of Life.